# Додона
Додона (др.-греч. Δωδώνη) — древнегреческий город в Эпире, в километре к востоку от деревни Додони и в 14 километрах к юго-западу от современной Янины, который славился в античности оракулом при храме Зевса, почитавшимся как древнейший во всей Древней Греции, упоминаемый ещё Гомером в «Илиаде», а также у Гесиода и Геродота. В классическую эпоху Додонский оракул уступил первостепенное значение Дельфийскому, но продолжал сохранять своё значение, будучи вторым после него. Он утратил своё значение в III веке до н. э., но просуществовал до IV века н. э.
Прорицания оракула совершались по шелесту листьев священного дуба, по журчанию источника и по звону цепочек додонского таза (меди) и по жребию. Додонское святилище представляло собой жертвенник посреди дубовой рощи.

## Древнейшие сведения
Как и вообще институт оракулов, святилище в Додоне, по всей вероятности, существовало задолго до вторжения на Балканы греков, ещё во втором тысячелетии до н. э., когда в этих местах обитали пеласги и молоссы. На глубокую древность местного прорицалища Зевса, основание которого приписывали Девкалиону, косвенно указывают эпитеты «Пеласгический» и «Молосский», первый из которых встречается ещё в «Илиаде».

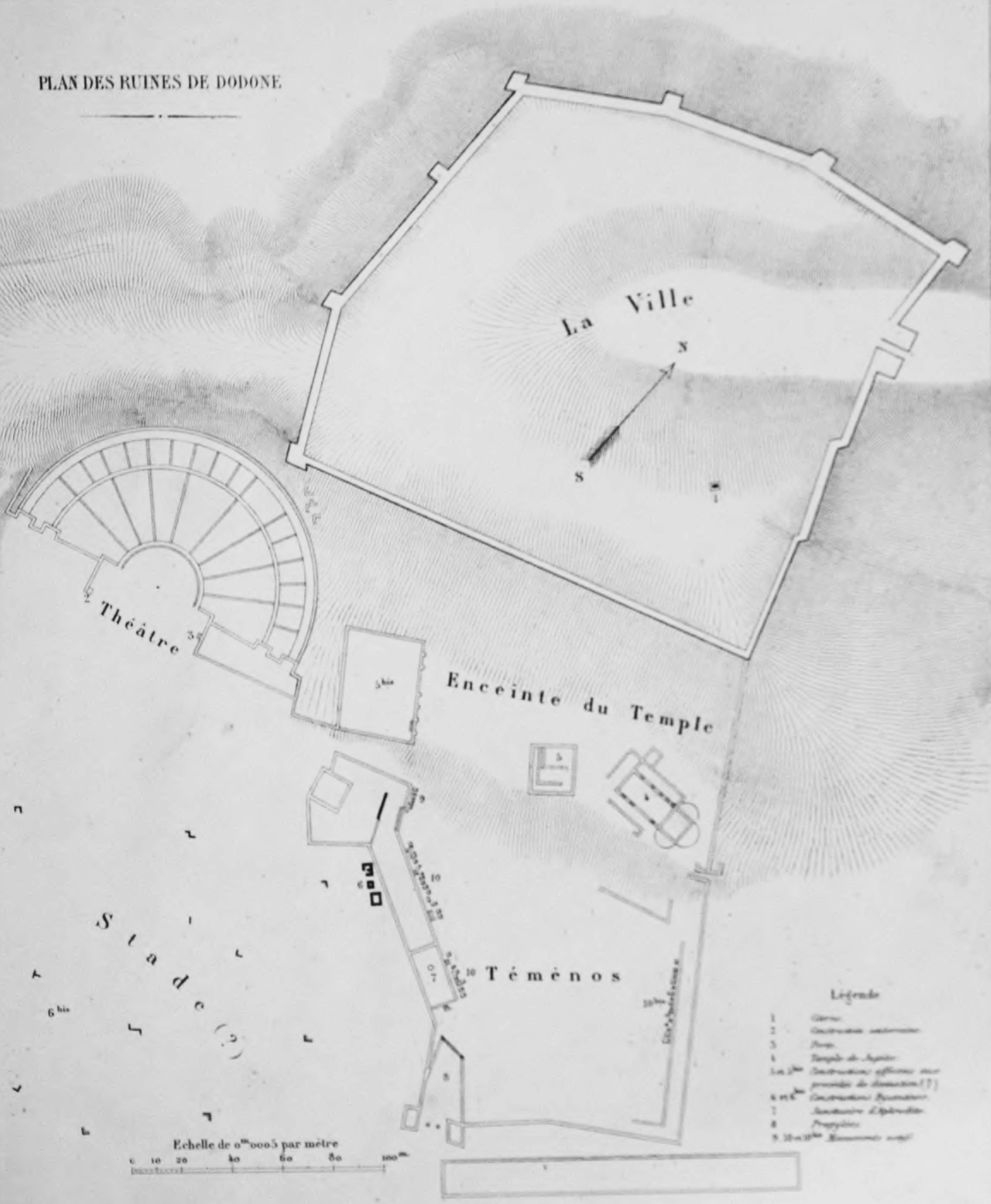
План раскопок К. Карапаноса (1878)

В гомеровские времена окрестности Додоны были населены селлами, которые называются в «Илиаде» пророками, не моющими ног и спящими на земле; отсюда видно, что эти селлы почитали не столько Зевса, сколько хтоническое божество урожая и плодородия — богиню Земли, культ которой предшествовал приходу индоевропейцев. В историческое время селлы, по-видимому, уже не существовали. Способ предсказаний в гомеровские времена был тот же, что и впоследствии: люди слушали волю Зевса с высоковерхого дуба.
В «Одиссее» Додона впервые упоминается как место, где находился оракул.
Пользовавшийся при написании своей «Аргонавтики» старинными источниками Аполлоний Родосский упоминает, что корабль Ясона обладал даром пророчества, потому как сама Афина Паллада поместила в корму «Арго» доску священного дуба из рощи Додонского оракула.

## Свидетельство Геродота
В V веке до н. э. Геродот сообщает о Додонском святилище интересное свидетельство, в котором происхождение его поставлено в связь с Египтом. Он говорит, что, по словам египетских жрецов из храма Аммона в Фивах, две жрицы были увезёны финикиянами из Фив и проданы — одна в Ливию, другая в Грецию; они первые основали-де прорицалища в этих странах. По словам же додонских жриц и служителей храма, две черных голубки вылетели из египетских Фив, одна в Ливию, другая в Додону; сев здесь на дуб, прилетевшая голубка сказала человеческим голосом: Здесь следует быть прорицалищу Зевса, и люди, признавая это за веление свыше, устроили здесь оракул.
Я же, — продолжает Геродот, — думаю об этом так: если в самом деле финикияне увезли священных женщин и продали одну в Ливию, другую в Грецию, то мне кажется, что эта последняя была продана в Феспротии, которая есть область Пеласгии, называемой теперь Элладою. Потом, служа там, она основала под дубом святилище Зевса. Естественно, что бывшая служительница храма Зевса в египетских Фивах почтила память его там, куда прибыла, и, когда научилась по-гречески, устроила прорицалище. Додонцы назвали этих женщин голубками, вероятно, потому, что они были варварского происхождения и, как им казалось, говорили по-птичьи. После голубка заговорила по-человечески, когда женщина стала объясняться на понятном для них языке, прежде говорив по-варварски. Иначе как могла бы голубка говорить по-человечески? Чёрный же цвет голубки показывает, что женщина эта была египтянка.
Насколько можно доверять этому сказанию о египетском происхождении Додонского прорицалища, нельзя решить определённо. Очень может быть, что как это сказание, так и другое, по которому в Додоне давали предсказания по полету голубей, обязаны своим происхождением исключительно двоякому смыслу слова πέλειος: оно значит πελιδνός «мертвенно-бледный», «седой», и в Додоне обозначало жриц, избиравшихся из пожилых женщин (пелиады); но, кроме того, слово πέλεια или πελειάς обозначает вид голубей серого или сизого цвета: эта-то омонимия, быть может, и послужила основанием для приведённых сказаний. Додонское сказание, связывает голубей с мифом о Плеядах.

## Последующие упоминания
Упоминание о Додоне имеется у Гесиода в тексте, дошедшем до нас лишь во фрагментах: он подробно описывает местность, где она находилась, многолюдную и плодородную, которая славилась многочисленными стадами овец и быков, вопрошать оракул сюда с дарами приходили люди из разных концов страны.
Подобное гесиодовскому краткое упоминание о Додоне имеется у Пиндара.
с начала V в. до н. э. частые упоминания о Додоне встречаются в произведениях греческих трагиков Эсхила, Софокла и Эврипида. У Эсхила Додонский оракул упоминается на одном уровне с Дельфийским.
Даже когда Додонский оракул уступил своё первостепенное значение Дельфийскому, к нему нередко обращались не только соседи, но и более отдалённые государства (Спарта, Афины, Фивы) и даже иностранцы (Крёз по Геродоту).
В 219 до н. э. после разорения оракула этолийцами он потерял прежнее значение; перестал существовать с конца IV века (при императоре Феодосии I).

## Особенности культа и прорицания
Зевс в Додоне почитался под именем Nαιος или Ναος, но ещё большим уважением пользовалась Диона, древнейшая догреческая богиня Земли, которую местное поверье признавало его супругой. Как предполагают этимологи, в древних индо-европейских наречиях имя Диона (в латинском изводе Диана) означало «божественная», тем самым переиначивая формульный эпитет верховного божества — Зевса. Принято считать, что существование в Додоне жрецов и жриц находилось в связи с этим двойным культом. По словам Страбон, женщины стали давать прорицания в Додоне именно со времени введения культа Дионы. Во времена Геродота, в Додоне жили три прорицательницы, которых он, однако, предпочитает не называть сивиллами. 

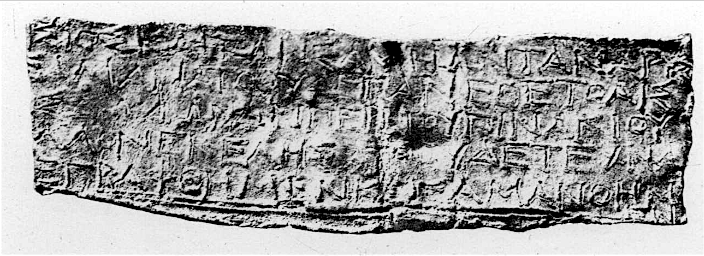
Табличка с ответом Додонского оракула

В Додоне было несколько способов прорицания. Самый употребительный и древнейший (упоминаемый ещё в «Одиссее») — по шелесту листьев священного дуба, росшего близ святилища Зевса. Знамения, которые бог посылал в шелесте листьев, истолковывались жрецами или жрицами (селлами), для чего им необходимо было особое вдохновение; это очевидно из того, что додонские пелиады сравнивались с дельфийской Пифией и боговдохновенными сивиллами. Этой необходимостью вдохновения для понимания знамений Додонское прорицалище существенно отличалось от других оракулов знаков. Для того, чтобы вызвать вдохновение, без сомнения, употребляемы были разные подготовительные священные обряды (вроде омовений, курений, жертвоприношений и т. п.), но о них не сохранилось определённых известий.
Комментатор Вергилия Сервий упоминает о гаданье по журчанью воды источника, протекавшего у корня священного дуба. Вероятно, это был тот самый источник, вода которого, по словам Плиния (Ест. ист. II, 228), имела чудесное свойство зажигать погружённые в неё погасшие факелы, хотя горящие факелы при погружении в неё гасли, как в обыкновенной воде. Очень может быть, что жрицы пили эту воду для возбуждения вдохновения перед гаданием, как в Дельфах Пифия — воду Кассотидского источника.
Далее мы имеем достоверное свидетельство о гадании в Додоне по жребиям. Именно, Цицерон рассказывает, что когда спартанские послы перед сражением при Левктрах явились сюда вопросить о победе и поставили сосуд, в котором были жребии, любимая обезьяна молосского царя перемешала и разметала жребии и все, что было приготовлено для гадания. После этого жрица сказала, что лакедемонянам следует думать не о победе, а о спасении. Стало быть, гадание производилось так, что вопрошающий, положив жребии в сосуд, ставил его на определённое место, вероятно на жертвенник. Кто вынимал жребии, — вопрошающий или жрец, остаётся неизвестным, но значение вынутого жребия объясняла, по-видимому, жрица.
Ещё неоднократно упоминается «додонская медь». Это был пожертвованный керкирцами медный таз, поставленный на столбе, подле которого на другом столбе стояла медная же статуя мальчика, державшего в руке бич из трёх медных цепочек с игральными костями (ἀστράγαλοι) на концах. Эти кости касались таза и, ударяясь об него при малейшем ветерке, производили протяжные звуки. Первоначально этот дар керкирцев служил только для украшения, и выражение «додонский таз» или «додонская медь», «додонский бич» употреблялось в виде поговорки для обозначения болтливого, никогда не умолкающего человека; но в более поздние времена, быть может, производились гадания и по звукам, производимым ударами бича о таз.

## Додона в послеклассический период

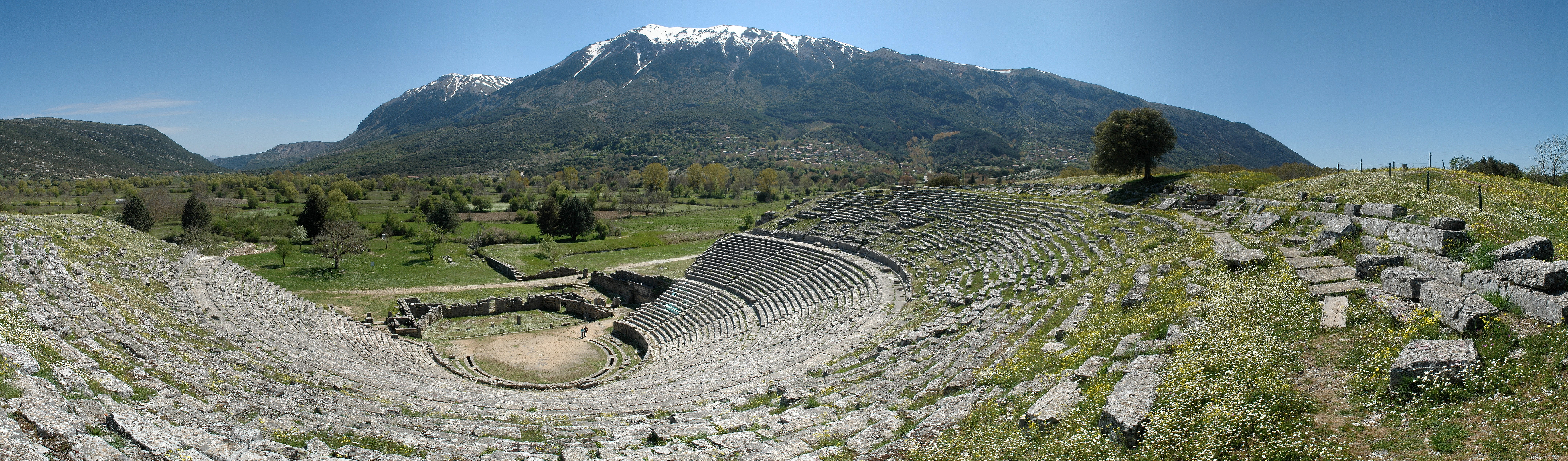
Театр Пирра в Додоне до сих пор используется по своему прямому назначению (на 18 тыс. мест)

На холме посреди долины возвышался акрополь древнего города Додоны, с театром, довольно хорошо сохранившимся. На южном скате холма располагалось окружённое стенами священное место. Во время раскопок в 1875—1876 годы, проводившихся Зигмундом Минейко и Константином Карапаносом, внутри него были обнаружены остатки древнейшего святилища Зевса Найоса, датированного IV веком до н. э. Следов более древних каменных сооружений в Додоне по сей день не обнаружено. Вместе с тем, археологами найдены были различные священные предметы из бронзы, частью грубой древней работы, частью редкой художественной красоты, а также многочисленные оловянные доски, на которых написаны ответы оракула на вопросы по разнообразнейшим случаям обыденной жизни.
Что касается существующего доныне театра, то он был воздвигнут по приказу эпирского царя Пирра наряду с храмом Геракла и стеной вокруг священной рощи. Именно Пирр учредил в Додоне ежегодные ристалища, игры атлетов и музыкальные соревнования. Через два года после смерти Пирра этолийцы под предводительством Доримаха нанесли Додоне решительный удар своим набегом в 219 году до н. э., и хотя македонский царь Филипп V на следующий год в отместку спалил их столицу и отстроил разоренные храмы, возобновил игры и воздвиг для их проведения особый стадион, ко времени Страбона Додонское прорицалище было уже в полном упадке. При посещении Додоны в II в. н. э. путешественник Павсаний, следовавший маршрутом императора Адриана, застал на месте священной рощи один-единственный дуб, к которому впоследствии обращался за советом Юлиан Отступник перед персидским походом 361 г. Лет тридцать спустя, когда Феодосий I Великий наложил запрет на языческие оракулы, и это дерево было срублено, после чего Додона оказалась окончательно забытой.
В честь Додоны назван астероид (382) Додона, открытый в 1894 году.